# Oczy Lukki
Oczy Lukki (fr. Yeux de Lucca) – nazwa przystawki wymyślonej w 1865 przez Gerharda Kempinsky’ego, szefa berlińskiej restauracji „Bristol”.
Określenie to odnoszono do kanapki tostowej z tatarem, kawiorem, ostrygami lub krewetkami, żółtkiem i cebulką, podawanej z sosem worcesterskim. Stworzono ją w hołdzie dla kunsztu austriackiej śpiewaczki operowej Pauliny Lucca, która podczas berlińskich występów zyskała szczególne uznanie Kempinsky’ego. Miała być osobą o wyjątkowo pięknych oczach, co upamiętniono w nazwie przekąski.